# Ритберг
Ритберг (на немски: Rietberg) е град в Северен Рейн-Вестфалия, Германия. Намира се на река горен Емс, на 18 км от Липщат, на 26 km от Билефелд и на 25 km северозападно от Падерборн. 
Населението е 30 461 души (31 декември 2023).
Споменат е за пръв път в документ ок. 1100 г. като „Rietbike“. От 1237 до 1807 г. е столица на Графство Ритберг.

## Галерия
- Дворец Ритберг
- Историческото кметство Ритберг